# Хованский, Василий Петрович
Князь Василий Петрович Хованский (23 января (2 февраля) 1694 — 9 (20) декабря 1746 или 22 января (1 февраля) 1694 — 9 (20) января 1747) — русский землевладелец и придворный из рода Хованских, сын боярина П. И. Хованского, зять вице-канцлера П. П. Шафирова.

## Биография

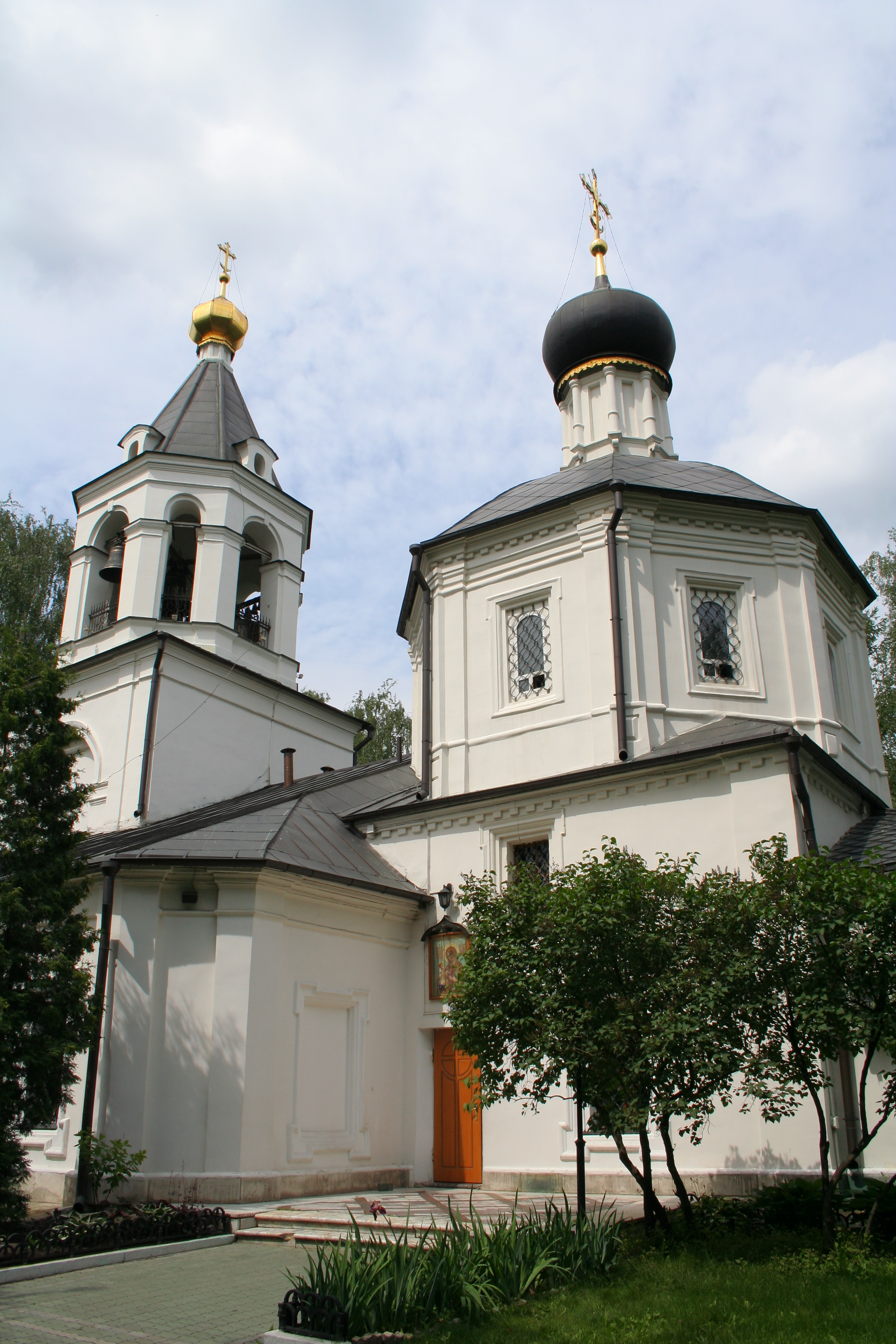
Ризоположенская церковь в Леонове

Сенатским указом от 20.06.1713 «велено недорослей, которые в 712 году по смотру Его Царскаго Величества определены послать в Голландию, а имянно: князь Василья Петрова Хованскаго с товарищами 27 человек, ныне их выслать с Москвы за море к князь Ивану Львову с имянной росписью без промедления». По возвращении на родину Хованский служил в 1717 г. в морском кригс-комиссариате в чине унтер-лейтенанта.
После смерти отца в 1716 г. вместе со старшим братом унаследовал подмосковное село Леоново и прочие вотчины с 5000 податных душ. На средства В. Хованского в Леонове возведена была существующая Ризоположенская церковь.
В первой молодости был известен буйными выходками, которые навлекли на него царскую немилость. По сведениям Берхгольца, Хованский вместе с собутыльниками напоил до беспамятства унтер-офицера князя Долгорукого, после чего «одели его как мертвеца и положили в найденный ими настоящий гроб; потом отнесли в церковь, поставили перед алтарем и совершили над ним все употребительные у русских похоронные обряды». Наутро покойник ожил, и церковные власти пожаловались на самоуправство молодого барина в Петербург.
В начале 1720-х состоял при голштинской герцогине Анне Петровне как камер-юнкер, потом шталмейстер. На Английской набережной близ нынешнего Благовещенского моста выстроил небольшие каменные палаты в 7 окон, которые, живя в Москве, сдавал в наём: «в нижнем апартаменте жилых покоев пять, кухня, в ней очаг, подле оной хлебенная палата; в верхнем апартаменте жилых покоев шесть, на переднюю линию жилых покоев три, внутри двора одна жилая с сеньми». В 1737 г. оформил 50-летнюю аренду на московское подворье Желтоводского монастыря, где выстроил себе палаты (Большая Лубянка, 16).
В 38 лет вернулся на флотскую службу в Кронштадт, сначала как лейтенант, затем как советник комиссариатской экспедиции. В 1741 г. вышел в отставку в чине капитан-командора. После вступления на престол Елизавета Петровна вспомнила о старом знакомом и произвела его 25.04.1742 в камергеры, а через три года — в шталмейстеры. В 1743 году он был поставлен ведать Главным магистратом, а вместе с тем и городским хозяйством обеих столиц. Умер три года спустя, капитал его вотчин оценивался ко времени его смерти в 168 тысяч рублей.  Годовой доход Хованского на исходе жизни оценивался в 14 700 рублей. Эпитафия в Троицком приделе Введенской церкви (угол Кузнецкого моста и Большой Лубянки) заканчивалась словами:
1746 года, 9 дня декабря, в пол 10 часа пополудни, со всеми христианскими таинствами чрез осмидневную горячку душу  возвратил своему Создателю. Житие его было 53 года 11 месяцев и 9 дней. Муж был двух жён и отец 18 детей.

## Семья
Был дважды женат и имел 10 совершеннолетних детей:
1. жена с 1710 года Мария Васильевна Толоченова (169. —1729), дочь стольника, в 1718 году оставила 24-летнего мужа и без его ведома постриглась в монахини в Страстном монастыре.
2. жена с 1719 года Екатерина Петровна Шафирова (ум. 20.05.1748), четвёртая дочь вице-канцлера П. П. Шафирова.
  - Александр (1722—1794), отец поэта Г. А. Хованского.
  - Пётр (1724—1808), камергер, 25 апреля 1764 года женился на фрейлине Софье Ефимовне Дараган[укр.].
  - Анастасия (Наталья) (1728—1761), жена князя П. Н. Трубецкого.
  - Юрий (1729— ?), ротмистр Конногвардейского полка, стародубский казацкий полковник (с 14 июня 1763), был причастен к составлению челобитной о наследовании гетманства сыновьями Кирилла Разумовского[10].
  - Михаил (1731—1754)
  - Николай (1733—1777), полковник, женат на Марии Николаевне Щепотьевой (1739—1798), их сын полный генерал Н. Н. Хованский, а тесть Ю. А. Нелединский.
  - Анна (173.[что?] —1756)
  - Алексей (1738—1799), женат на Екатерине Никитичне Зотовой, их сын обер-прокурор В. А. Хованский.
  - Василий (1743—1819)
  - Мария (174.[что?] —1813), фрейлина, с 1764 года жена князя Ф. С. Барятинского.

Внуки и внучки
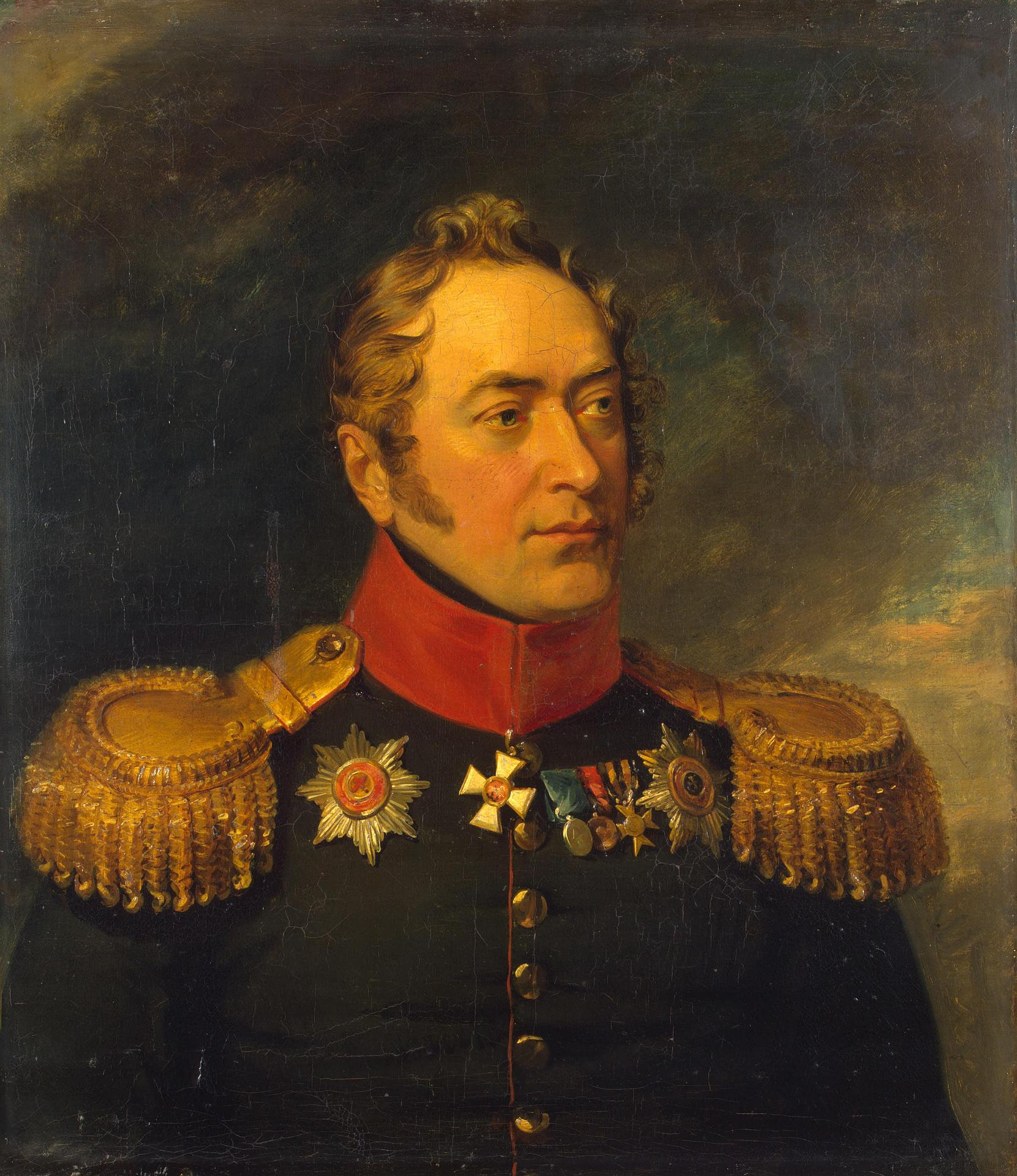
Николай Хованский
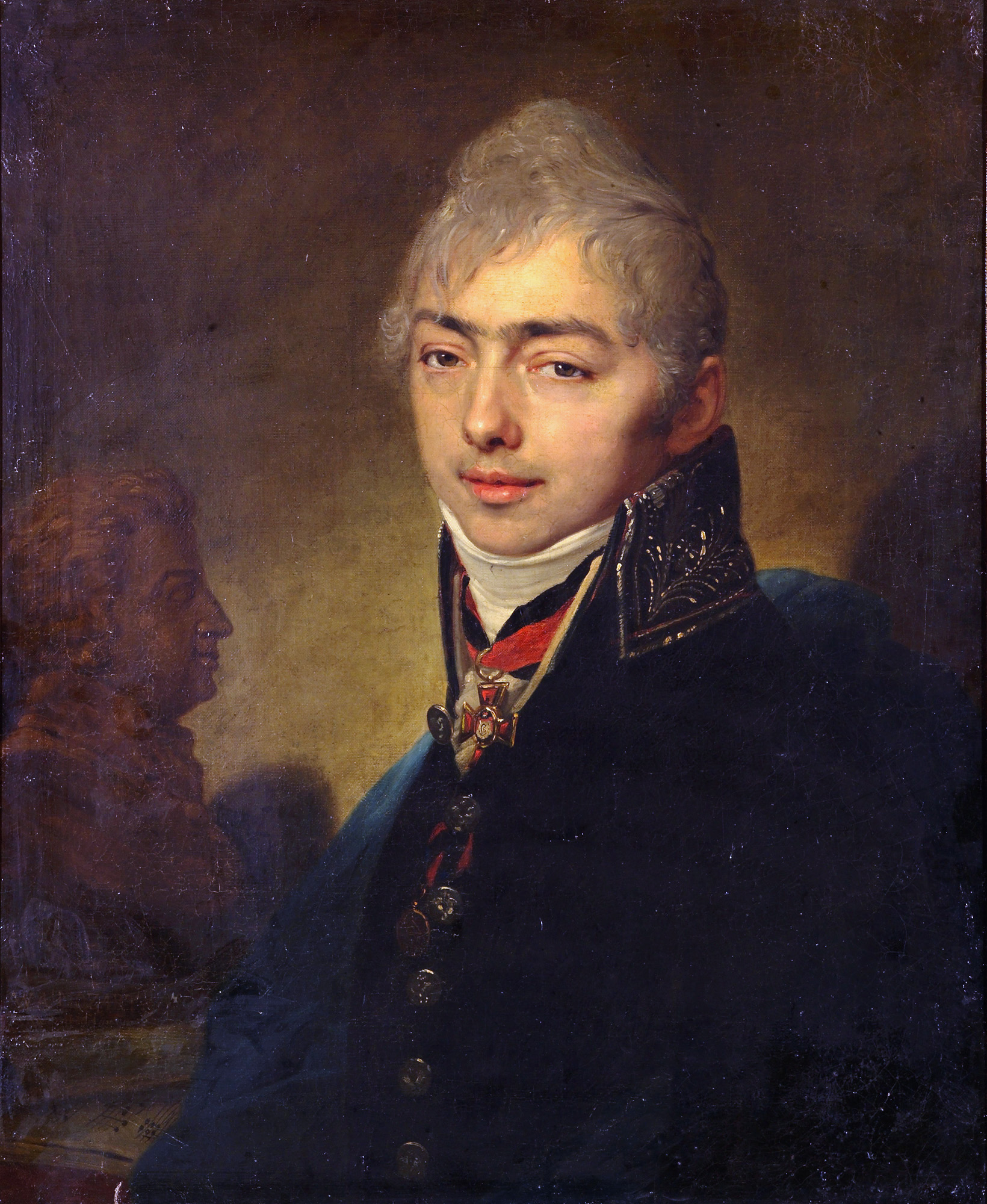
Александр Хованский
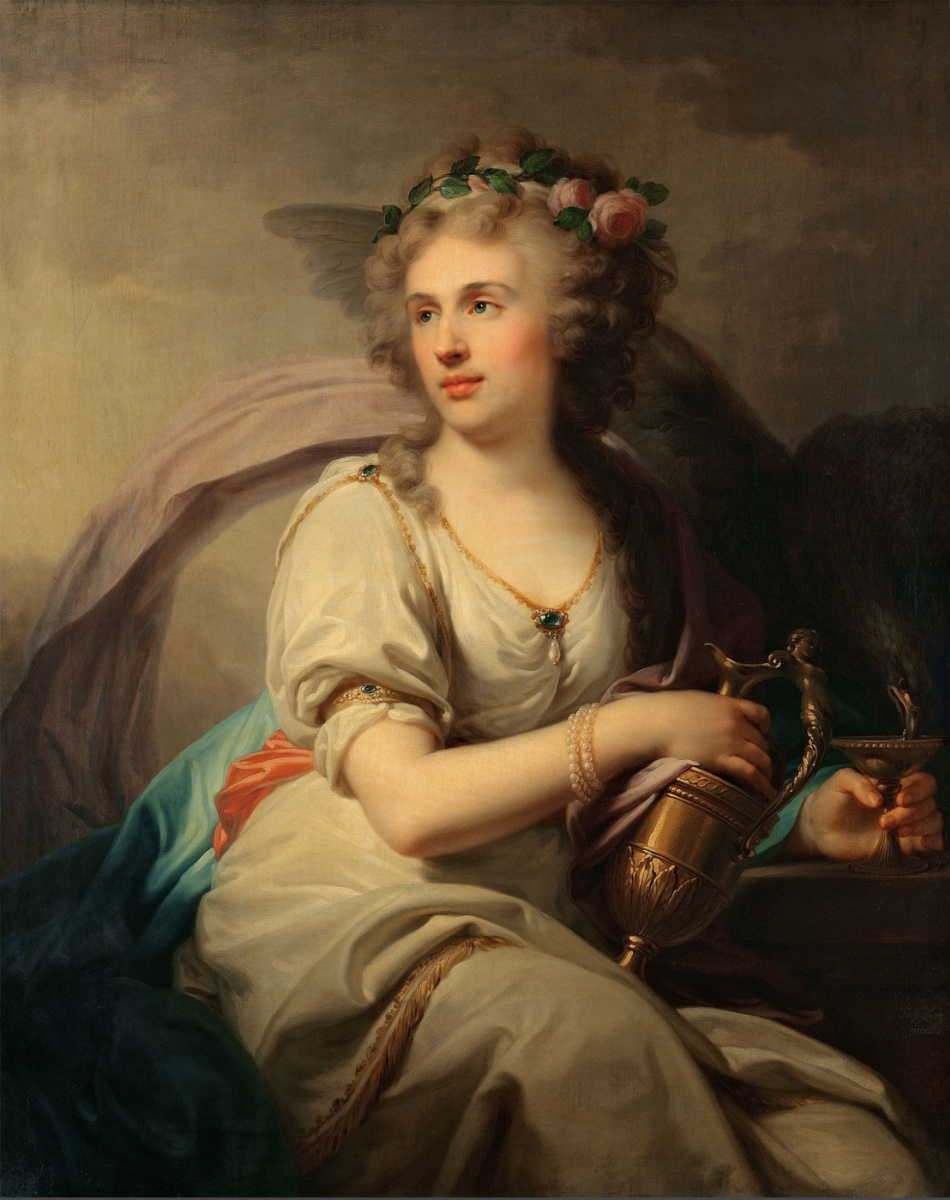
Екатерина Долгорукова
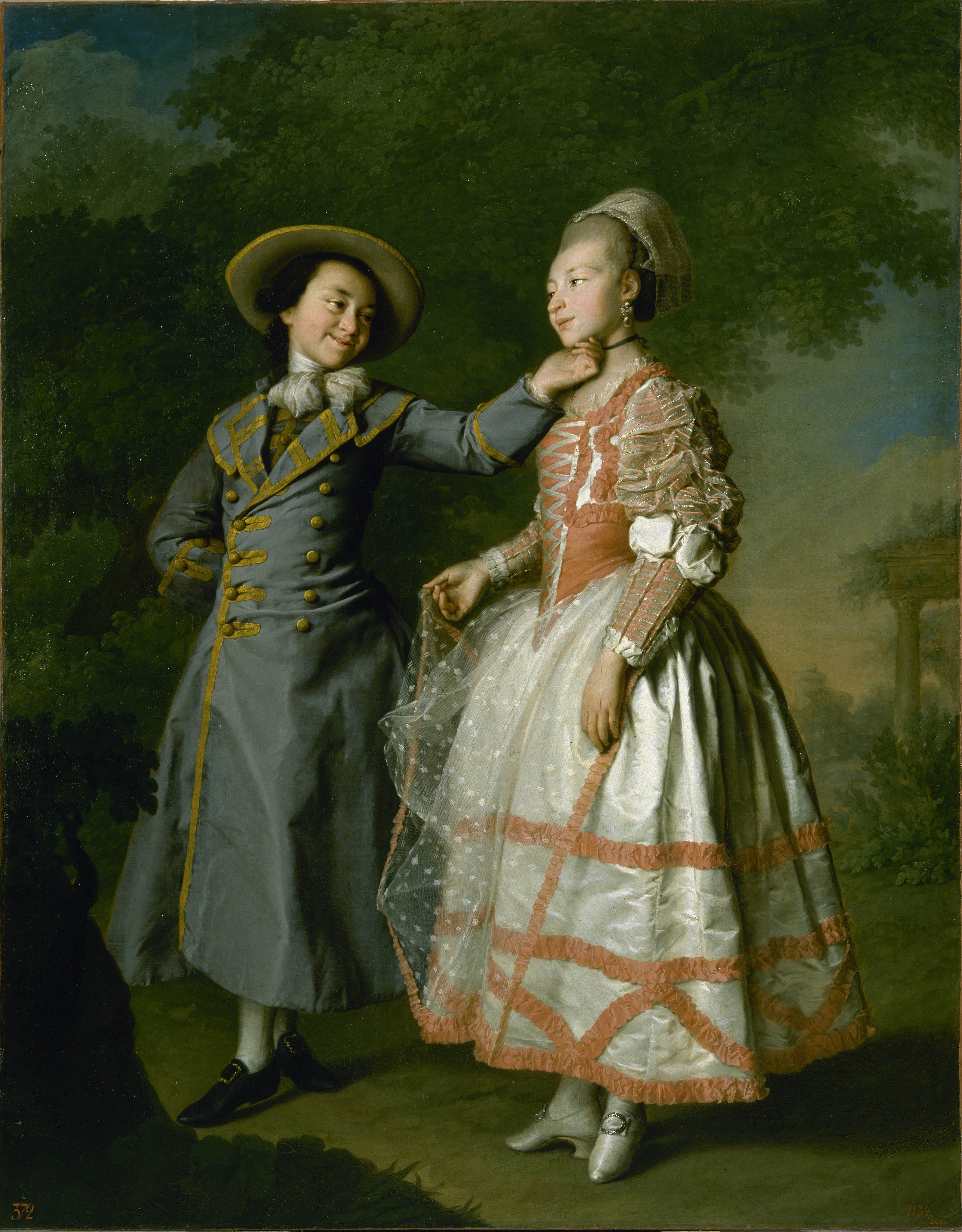
Екатерина Хованская (справа)
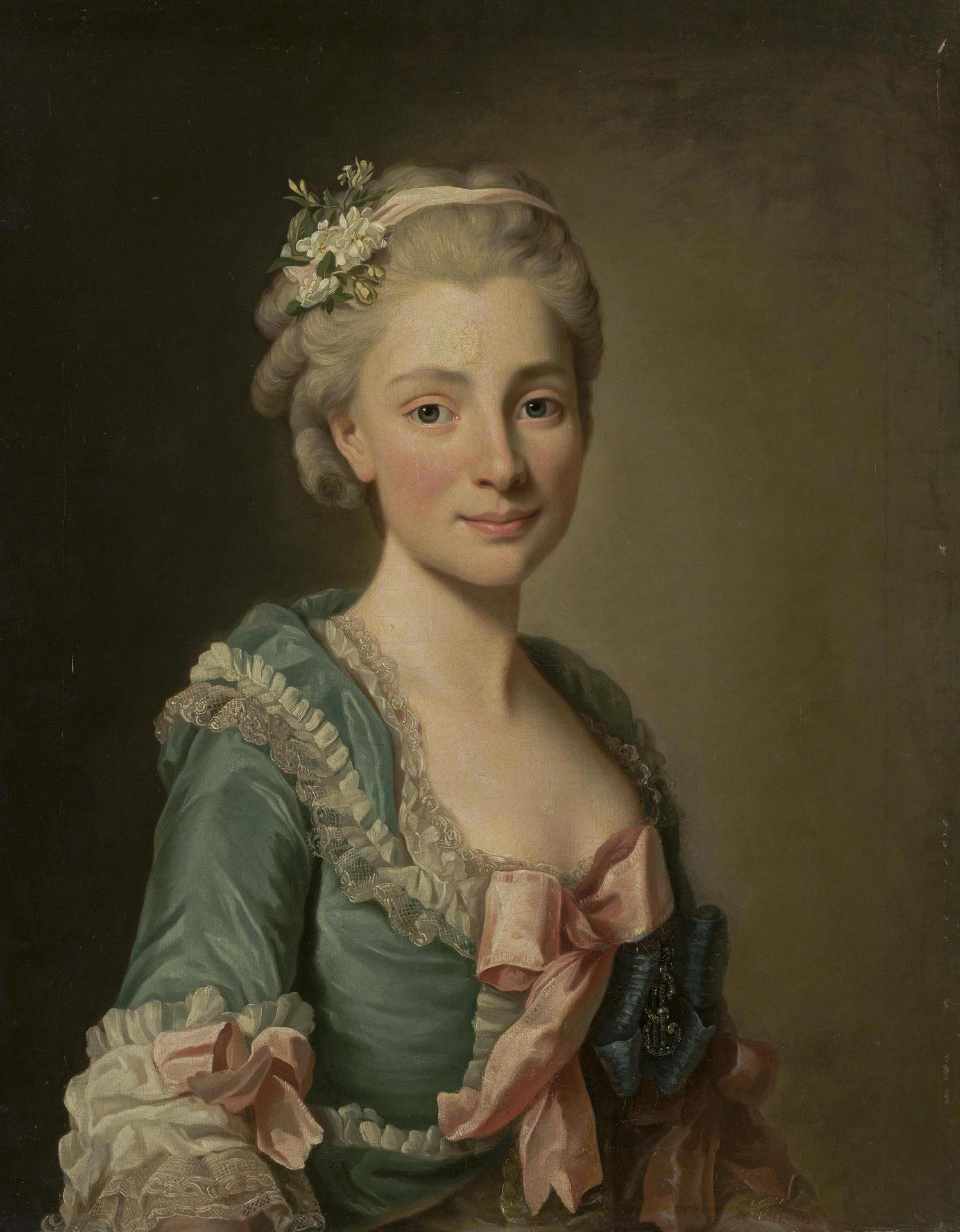
Екатерина Строганова